# Flaga Kurgana
Flaga Kurgana (ros. Флаг Кургана) – jest oficjalnym symbolem miejskim Kurgana, przyjętym w obecnej formie 18 lipca 2001 przez radę miasta.

## Opis
Flaga miasta Kurgan to prostokątny materiał w proporcjach (szerokość do długości) – 2:3, podzielony na dwa poziome pasy. Oba pasy są równej szerokości i długości. Dolny w barwie białej, górny w barwie zielonej. W górnej części dwa białe kurhany (wzgórza) nachodzące na siebie. Lewe wzgórze przesłania prawe. Każde z nich stanowi 2/9 długości całej flagi i 1/6 wysokości. Dwa kurhany są oddzielone od siebie pasem zieleni.

## Symbolika i historia
Flaga oparta jest na herbie Kurgana. Dwa kurhany (wzgórza) pojawiają się w herbie miasta już w XVI wieku, gdy tereny te były punktem handlowo-obronnym leżącym na rubieżach państwa rosyjskiego. Symbolizować mają obronną przeszłość miasta, które skupione było wokół dwóch wzgórz. Pojawiają się one także na pierwszym herbie nadanym Kurganowi przez cesarzową Katarzynę II. Od tego czasu nie znikają one z wyobrażeń związanych z miastem, przetrwały nawet okres sowiecki, gdy także znajdowały się w herbie grodu. Barwy biała i zielona użyte we fladze, są nie tylko historycznymi kolorami związanymi z Syberią, ale także mają odzwierciedlać nadzieję, zdrowie mieszkańców oraz piękno przyrody. Flaga ma za zadanie symbolizować jedność terytorium miasta i jego mieszkańców, a także odzwierciedlać historię Kurgana, ciągłość jego dziejów, dumę oraz wartości jakie daje możliwość samostanowienia w ramach samorządu miejskiego.
18 lipca 2001 r. flaga w obecnej formie została przyjęta przez Kurgańską Radę Miejską. Jako spełniająca normy weksylologiczne została ona zapisana Państwowym heraldycznym rejestrze Federacji Rosyjskiej pod numerem 849. Zasady użycia flagi reguluje specjalna uchwała. Na jej podstawie flaga musi nieustannie powiewać nad budynkami samorządu miasta, zarówno reprezentującymi władzę wykonawczą jak i prawodawczą. Należy ją umieszczać w biurach najwyższych władz, a także używać w czasie uroczystości państwowych i lokalnych jakie organizowane są w mieście. W przypadku użycia wraz z flagą Federacji Rosyjskiej nie może być ona od niej większa.